# نورالاو
نورالاو، (بالإنجليزية: Nurallao)‏، (سردينيا: Nuradda) هي بلدية، مقاطعة جنوب سردينيا في منطقة سردينيا الإيطالية، وتقع على بعد حوالي 60 كم (37 ميل) إلى الشمال من كالياري.

## السكان
في سنة 1861 بلغ عدد السكان 1٬094 نسمة، وتطور العدد ليصل في سنة 2011 لـ 1٬357 نسمة.
يظهر هذا المخطط البياني تطور النمو السكاني لـ نورالاو